# AISoy1

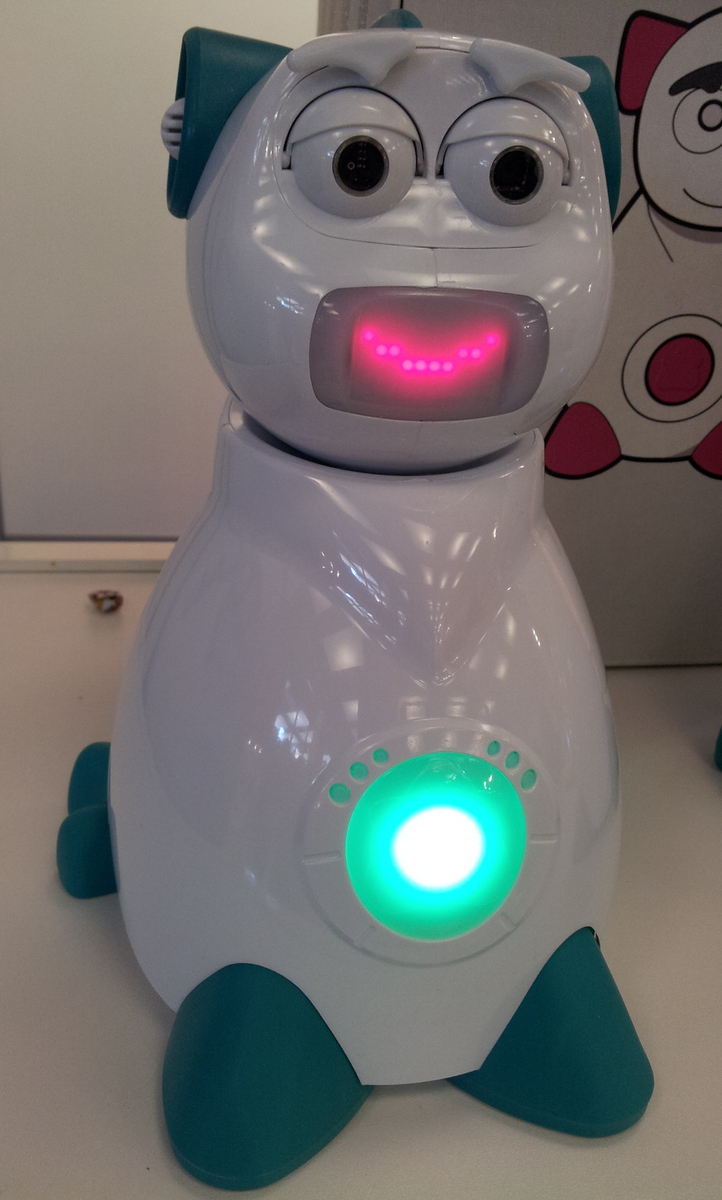
Robot AISoy1

AISoy1 es un robot-mascota calificado como uno de los primeros robots emocionales para el mercado de consumo y fue creado por la empresa española AISoy Robotics. El robot cuenta con un software que le permite interpretar estímulos de su red de sensores para aprender de ellos y tomar decisiones en función de criterios tanto lógicos como emocionales. En contraste con otros robots anteriores, AISoy1 no tiene solamente una colección de respuestas programadas, sino que su comportamiento es dinámico y resulta impredecible. El sistema de diálogo y el sistema de reconocimiento avanzado le permiten empatizar e interactuar tanto con humanos como con robots.

## Características
El robot está basado en el sistema operativo Linux con un procesador Texas Instruments OMAP 3503 (ARM Cortex A8) a 600MHz. Posee 1 GB de NAND FLASH, 256 MB de MOBILE DDR SDRAM y una ranura para ampliar su memoria mediante tarjetas microSD.
AISoy1 posee distintos tipos de sensores, como sensores de temperatura, orientación 3d, luz ambiental, tacto y fuerza. Posee un módulo de comunicación por radio y la cámara integrada de 1Mpx le permite reconocer visualmente a los usuarios.

## Interacción humana

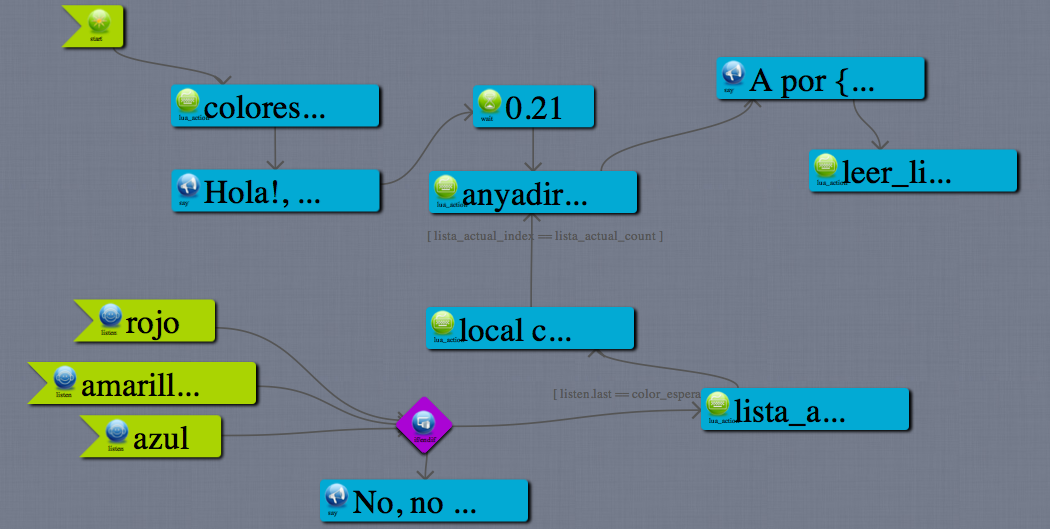
Herramienta de programación gráfica DIA

Los robots AISoy1 adquieren una personalidad única según sus experiencias. Durante su desarrollo van mejorando su capacidad de hablar y sentir, pudiendo experimentar hasta 14 estados de ánimo distintos.
A través de comandos de voz se puede pedir a AISoy1 que haga distintas actividades, como comenzar juegos, reproducir música o guardar información. Usuarios que deseen ampliar la funcionalidad de AIsoy1 pueden lograrlo a través de la plataforma DIA que permite fácilmente crear programas a través de una herramienta gráfica. Usuarios más avanzados pueden integrar hardware y desarrollar programas complejos con el SDK de AISoy.